# Daniela Di Giacomo
Daniela Anette di Giacomo di Giovanni (ur. 5 maja 1985 w Caracas) – wenezuelska modelka, Miss Wenezueli w 2005 roku i Miss International 2006.
W wieku 17 lat rozpoczęła karierę modelki, występując m.in. w Paryżu i Mediolanie. Obecnie pracuje w Mediolanie i Caracas. W 2005 roku jako reprezentantka stanu Barinas zdobyła tytuł Miss Wenezueli, a w 2006 roku tytuł Miss International, jednego z czterech najważniejszych konkursów piękności na świecie. Na wybiegu prezentowała kolekcje takich firm odzieżowych i projektantów mody jak: Max Azria, Angel Sanchez, Margarita Zingg, Roberto Cavalli. Brała udział w kampaniach reklamowych: Diet Pepsi, Esprit, Giovanni Scutaro i Movistar.